# Here Come the Tears
Here Come The Tears är den brittiska gruppen The Tears debutalbum, utgivet den 6 juni 2005.

## Låtförteckning
1. "Refugees"  – 2:51
2. "Autograph"  – 3:31
3. "Co-Star"  – 4:01
4. "Imperfection"  – 4:42
5. "The Ghost of You"  – 4:57
6. "Two Creatures"  – 3:57
7. "Lovers"  – 4:03
8. "Fallen Idol"  – 3:39
9. "Brave New Century"  – 3:44
10. "Beautiful Pain"  – 3:46
11. "The Asylum"  – 3:53
12. "Apollo 13"  – 5:34
13. "A Love As Strong As Death"  – 4:14